# Hrdina má strach
Hrdina má strach je černobílý film režiséra Františka Filipa z roku 1966 natočený ve Filmovém studiu Barrandov v hlavní roli s Rudolfem Hrušínským. Film byl natočen na motivy divadelní hry Jaroslava Dietla Nehoda. Jde o satirickou komedii. Hlavní hrdina (Rudolf Hrušínský) pronáší na kameru zcizovací monology, které komentují a reflektují děj.

## Obsah
Hlavní hrdina Vavřinec pracuje jako referent stavebního odboru na ministerstvu. Záhy se v jeho oddělení stane nepříjemnost, neboť hala v Brodu, kterou měli renovovat, spadla. „Akce Brod“ se tak stane předmětem personálních třenic na ministerstvu, kterým za oběť padne vedoucí odboru Hofmánek. Ten se jako člověk buržoazního původu stane nepohodlným symbolem skoncování se starými časy, nad kterými konečně dělnická třída zvítězila. Vavřinec se však do věci vloží, zastane se vedoucího, rozpoutá na ministerstvu divokou debatu, za což mu hrozí propuštění či jiné kádrové hrozby. Vavřinec současně s tím pracuje na očištění pověsti dělníka Veldy; ten pro změnu řeší případ skáceného jeřábu, který postavili nad rámec plánu. V konci příběhu je jasné, že strach mají všichni a jediný, kdo strach dokáže překonat, je Vavřinec. Nakonec odchází z ministerstva náměstek a z Vavřince se stává vedoucí odboru. I přesto se v závěru rozhoduje, zda zůstane na ministerstvu anebo půjde ke stavitelům jeřábů. Zůstává.

## Postavy
- Jan Vavřinec (Rudolf Hrušínský) – referent na ministerstvu, který v průběhu filmu zjišťuje, co je to strach.
- Zdeněk (Jiří Sovák) – kolega Vavřince, zemitý a kamarádský. Existenci v socialismu si zpestřuje humorem.
- Hofmánek (Ladislav Pešek) – sesazený vedoucí odboru. Bojí se všeho, zejména toho, aby se o něm vědělo, že se bojí.
- Béda (Rudolf Deyl ml.) – kolega Vavřince, oddaný soudruh. Věří, že pracující v socialistické společnosti pojem strach vůbec neznají.
- František Velda (Jaroslav Moučka) – dělník stavebního podniku, který omylem požádá Vavřince o pomoc ve své soudní věci. Staví jeřáby.
- Náměstek (Ilja Prachař) – náměstek ministerstva, typický konformista.
- Vysoký zmocněnec (Vladimír Šmeral) – komunistický funkcionář, který ve své stranické funkci není omylem.
- Svatava (Blanka Bohdanová) – sekretářka na ministerstvu. Vavřinec o ní usiluje, avšak ona o něj nestojí.